# اوده هیشیگی ته گاتامه
اوده هیشیگی ته گاتامه (به ژاپنی: 腕挫手固)-(به انگلیسی: Ude hishigi te gatame) یکی از فنون و تکنیک‌های دستهٔ کاتامه-وازا رشتهٔ ورزشی جودو است که در زیردستهٔ کانستسو-وازا دسته‌بندی می‌شود.